# みずほストリートギャラリー
みずほストリートギャラリーは、みずほ銀行が行う芸術活動（メセナ活動）の一環。「若手アーティストの発掘・支援」を目的として、公募作品をみずほ銀行銀座中央支店のウィンドウに展示する。毎年、何千名の応募から3〜4名選出され行われる。狭き登竜門である。